# Witte de Withstraat (Rotterdam)

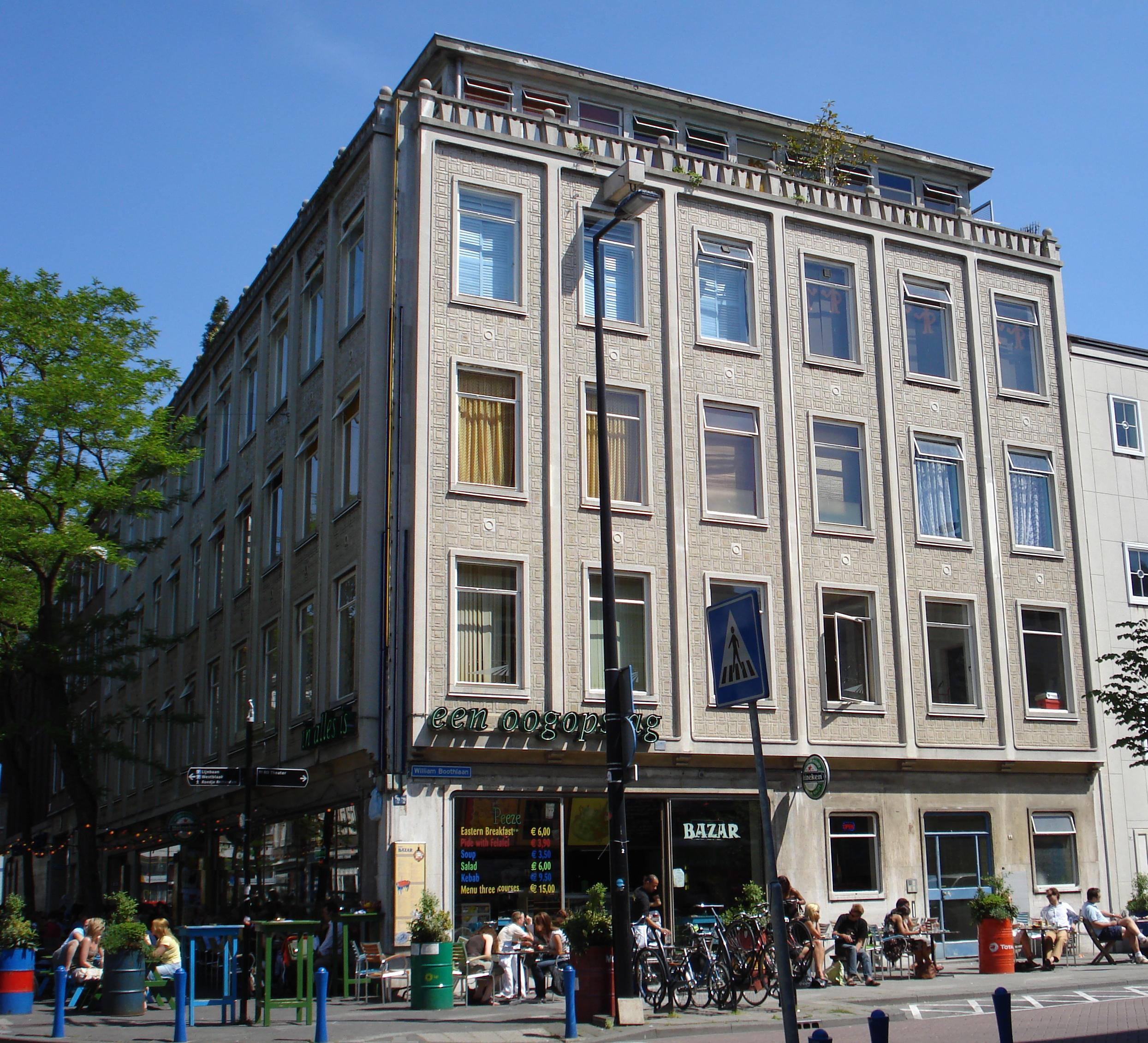
Witte de Withstraat

Die Witte de Withstraat ist eine Einbahnstraße im Zentrum von Rotterdam. 
Sie wurde benannt nach Admiral Witte Corneliszoon de With. Sie verbindet als „Kunstachse“ den Rotterdamer Museumspark mit dem Maritiem Museum. An ihr liegen mehrere Museen und zahlreiche Galerien. Außerdem gibt es zahlreiche Cafés und Kneipen.
Museen und Galerien in der Witte de Withstraat (Auswahl):
- Witte de With (Zentrum für zeitgenössische Kunst)
- Tent (Museum für zeitgenössische Kunst)
- Nederlands Fotomuseum (bis 2007, dann Umzug an die Wilhelminakade)
- Galerie de Aanschouw
- Galerie Ecce
- Galerie Mama